# Белли, Агостина
Агостина Белли (урождённая Агостина Мария Магнони, род. 13 апреля 1947, Милан) — итальянская киноактриса. С 1968 года появилась в более чем 50 фильмах.

## Жизнь и карьера
Агостина Магнони родилась в Милане. В кино дебютировала в 1968 году с незначительной ролью в фильме «Бандиты в Милане», затем появилась во второстепенных ролях в нескольких фильмах жанров musicarellо, джалло и фильмах ужасов совместного испано-итальянского производства. Первая значительная роль — в фильме «Мими-металлист, уязвлённый в своей чести» режиссёра Лины Вертмюллер, затем молодая актриса была выбрана Дино Ризи на роль красавицы Сары в картину «Запах женщины», за которую она была удостоена «Золотой чаши». Через год Дино Ризи утвердил её на роль простодушной Марселлы в комедии «Белые телефоны». Эта работа стала пиком в кинокарьере Белли, за неё она получила премию Давид ди Донателло.
В последующей фильмографии Агостины Белли серьёзные крупные работы чередуются с появлениями в комедиях сомнительной художественной ценности, но большого коммерческого успеха. Начиная с 1980-х годов снимается в кино всё реже.
Была замужем за актёром Фредом Робсемом.

## Избранная фильмография
- Бандиты в Милане (1968)
- Angeli senza paradiso (1970)
- Ma che musica maestro (1971)
- The Eroticist (1972)
- Мими-металлист, уязвлённый в своей чести (1972)
- Ночь дьяволов (1972)
- Револьвер (1973)
- Woman Buried Alive (1973)
- The Last Snows of Spring (1973)
- I Kiss the Hand (1973)
- Ante Up (1974)
- Запах женщины (1974)
- La governante (1974)
- Virility (1974)
- Il lumacone (1974)
- Playing with Fire (1975)
- The Fifth Cord (1975)
- Due cuori, una cappella (1975)
- The Sex Machine (1975)
- Белые телефоны (1975)
- Суперплут (1976)
- Holocaust 2000 (1977)
- Double Murder (1977)
- The Purple Taxi (1977)
- Cara sposa (1977)
- Manaos (1978)
- Vai avanti tu che mi vien da ridere (1982)
- A Strange Passion (1984)
- Soldati - 365 all'alba (1987)
- One Out of Two (2006)
- Amore che vieni, amore che vai (2008)